# Karczmiska Drugie
Karczmiska Drugie – wieś w Polsce, położona w województwie lubelskim, w powiecie opolskim, w gminie Karczmiska.
W latach 1975–1998 miejscowość administracyjnie należała do ówczesnego województwa lubelskiego.
Wieś jest sołectwem w gminie Karczmiska, a także siedzibą rzymskokatolickiej parafii św. Wawrzyńca.

## Integralne części wsi
| SIMC    | Nazwa       | Rodzaj    |
| ------- | ----------- | --------- |
| 0382869 | Owczarnia   | część wsi |
| 0382875 | Rejtmanówka | część wsi |

## Historia
Nazwę Karczmiska II zaczęto wyróżniać w rozwijającej się wsi Karczmiska począwszy od roku 1923. Etymologia nazwy wywodzi się zdaniem Kazimierza Rymuta od apelatywu karczmisko, to jest – karczma czy też miejsce, gdzie stała karczma.